# Ra Mi-ran

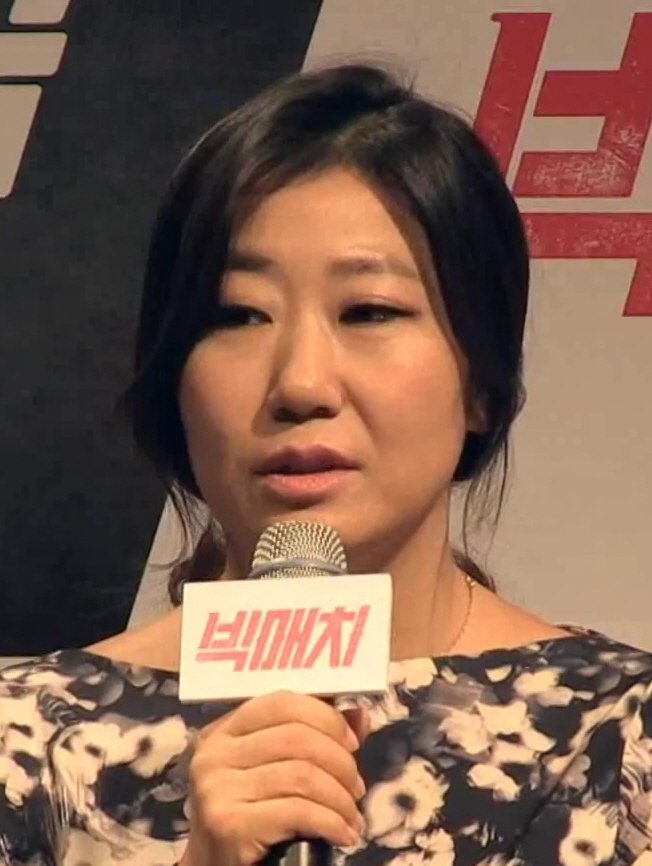

Ra Mi-ran (라미란, née le 6 mars 1975) est une actrice sud-coréenne.

## Biographie
Avant de faire ses débuts au cinéma dans Lady Vengeance (2005), Ra Mi-ran joue pendant des années au théâtre. Par la suite, elle apparaît dans plus de 40 films mais n’obtient pas de reconnaissance publique avant de jouer dans Dancing Queen (en) (2012), bénéficiant d'une critique la qualifiant de « parfaite » en tant que meilleure amie et coiffeuse du protagoniste.
Elle apparaît surtout dans des rôles secondaires,, comme dans Wish (2013) de Lee Joon-ik dans lequel son rôle de la mère d'un jeune garçon lui vaut de remporter le prix de la meilleure actrice dans un second rôle à la 34e cérémonie des Blue Dragon Film Awards, ainsi que dans Himalaya (2015) grâce auquel elle remporte aussi le prix de la meilleure actrice dans un second rôle à la 52e cérémonie des Baeksang Arts Awards. Elle joue également une voleuse de scène dans la série TV Reply 1988 (2015),.
Ra est remarquée pour avoir tenu le rôle principal d'une transfuge nord-coréenne dans le film indépendant Dance Town (2011) de Jeon Kyu-hwan,. Elle est l'un des trois rôles principaux dans la série TV dramatique Avengers Social Club (en).

## Filmographie

### Films
- 2005 : Lady Vengeance : Oh Su-hee
- 2006 : Forbidden Quest (en) : la première femme au foyer
- 2006 : The Host : caméo
- 2006 : Mission Sex Control : Un-nyeon
- 2007 : Bank Attack : Mme. Bong
- 2008 : Life Is Cool (en) : caméo
- 2008 : Miss Hongdangmu : la tante de Jung-nyeo
- 2008 : Portrait of a Beauty : la femme d'un noble
- 2009 : Thirst, ceci est mon sang : l'infirmière Yu
- 2009 : Running Turtle (en) : caméo
- 2009 : Searching for the Elephant (en) : l'institutrice
- 2010 : Twilight Gangsters : caméo
- 2010 : Enemy at the Dead End : l'infirmière en chef
- 2010 : Hello Ghost : caméo
- 2011 : Children... : la psychiatre (caméo)
- 2011 : Late Blossom (en) : l'infirmière
- 2011 : Dance Town : Ri Jeong-rim
- 2011 : Penny Pinchers (en) : la propriétaire
- 2012 : Dancing Queen (en) : Myung-ae
- 2012 : The Beat Goes On : caméo
- 2012 : Runway Cop (en) : caméo
- 2012 : Two Moons : Na Mi-ran
- 2012 : Horror Stories (en) : la mère
- 2012 : Gongmojadeul : la première factrice (caméo)
- 2012 : Code Name: Jackal (en) : la femme de ménage
- 2013 : South Bound : elle-même (caméo)
- 2013 : Very Ordinary Couple (en) : Mme. Son
- 2013 : The Spy: Undercover Operation (en) : Yakult
- 2013 : Act : le docteur Choi (caméo)
- 2013 : Wish : la femme de Gwang-sik
- 2013 : The Weight (en) : la femme d'Incheon
- 2014 : Hot Young Bloods (en) : Na-young
- 2014 : My Love, My Bride : Madame
- 2014 : Big Match (en) : la femme de Young-ho
- 2014 : Ode to My Father : la tante paternelle de Deok-soo
- 2015 : Casa Amor: Exclusive for Ladies (en) : Eum Soon-ok
- 2015 : Wonderful Nightmare (en) : Mi-sun
- 2015 : Himalaya : Jo Myeong-ae
- 2015 : The Tiger: An Old Hunter's Tale : la femme de Chil-goo
- 2016 : Seon-dal : la bouddhiste Yoon
- 2016 : The Last Princess : Bok-soon
- 2017 : Ordinary Person (en) : Song Jeong-sook
- 2017 : The Mayor : Yang Jin-joo
- 2018 : High Society : Lee Hwa-ran
- 2018 : Intimate Strangers : Kim So-wol (voix)
- 2019 : Inside me : Oh Mi-sun
- 2019 : Miss & Mrs. Cops : Mi-young
- 2020 : Honest Candidate : Joo Sang-sook
- 2022 : High Five (하이파이브) de Kang Hyeong-cheol

### Séries télévisées
- 2009 : Cinderella Man (en) : Velvet Lee
- 2011 : The Duo (en) : Eob Deuk-ne
- 2012 : Fashion King (en) : l'employée de Young-gul
- 2012 : The King 2 Hearts : caméo
- 2012 : I Like You (en) : Yoon Gong-ja
- 2013 : Jang Ok-jung, Living by Love (en) : la femme de Jo Sa-seok
- 2013 : Rude Miss Young-ae - Saison 12 : elle-même
- 2013 : The Firstborn : Na Mi-soon
- 2013 : The Suspicious Housekeeper (en) : Yang Mi-ja
- 2013 : The Heirs : la mère de Myung-soo (caméo)
- 2014 : Drama City (en) : Nam Mi-soon
- 2014 : Let's Eat (en) : caméo
- 2014 : Rude Miss Young-ae - Saison 13 : elle-même
- 2014 : Steal Heart (en) : Kkang-soon
- 2014 : A Witch's Love : Baek Na-rae
- 2014 : The Idle Mermaid (en) : Seblin
- 2014 : Blade Man : Elisa Park
- 2015 : Rude Miss Young-ae - Saison 14 : elle-même
- 2015 : Reply 1988 : elle-même
- 2016 : Come Back Mister (en) : Maya
- 2016 : The Gentlemen of Wolgyesu Tailor Shop (en) : Bok Sun-nyeo
- 2016 : Rude Miss Young-ae - Saison 15 : elle-même
- 2017 : Avengers Social Club (en) : Hong Do-hee
- 2017 : Drama Special - Madame Jung's Last Week : Madame Jung
- 2018 : The Miracle We Met (en) : Jo Yeon-hwa
- 2018 : Black Dog: Being A Teacher : Park Seong-soo
- 2023 : The Good Bad Mother : Jin Young-soon

## Théâtre
- Briquette Road (2009-2010)
- Semi-Musical (2009)
- My First Time (en) (2009)
- Very Good Day (2008-2009)
- Romeo and Bernadette (2008)
- When I Looked the Prettiest (2008)
- The Donkey Show (en) (2007-2008)
- Five Sketches About Love (2006-2007)
- A Midsummer's Nightmare (2006)

## Distinctions
| Année | Prix                                                              | Catégorie                                              | Film                                       | Issue      | Ref.   |  |
| ----- | ----------------------------------------------------------------- | ------------------------------------------------------ | ------------------------------------------ | ---------- | ------ |  |
| 2010  | 15e cérémonie des Busan International Film Festival               | Meilleure actrice                                      | Dance Town                                 | Lauréat    |        |  |
| 2012  | 49e cérémonie des Grand Bell Awards                               | Meilleure actrice dans un rôle secondaire              | Dancing Queen (en)                         | Nomination |        |  |
| 2012  | 33e cérémonie des Blue Dragon Film Awards                         | Meilleure actrice dans un rôle secondaire              | Dancing Queen (en)                         | Nomination |        |  |
| 2013  | 34e cérémonie des Blue Dragon Film Awards                         | Meilleure actrice dans un rôle secondaire              | Wish                                       | Lauréat    | [ 12 ] |  |
| 2014  | 5e cérémonie des Korean Film Reporters Association Awards (KOFRA) | Meilleure actrice dans un rôle secondaire              | Wish                                       | Lauréat    | [ 13 ] |  |
| 2014  | 50e cérémonie des Baeksang Arts Awards                            | Meilleure actrice dans un rôle secondaire              | Wish                                       | Nomination |        |  |
| 2014  | 51e cérémonie des Grand Bell Awards                               | Meilleure actrice dans un rôle secondaire              | Wish                                       | Nomination |        |  |
| 2014  | 35e cérémonie des Blue Dragon Film Awards                         | Meilleure actrice dans un rôle secondaire              | My Love, My Bride                          | Nomination |        |  |
| 2014  | 14e cérémonie des MBC Entertainment Awards (en)                   | Prix d'excellence pour une émission de variétés        | Real Men (en)                              |            |        |  |
| 2015  | 10e cérémonie des Max Movie Awards                                | Meilleure actrice dans un rôle secondaire              | Ode to My Father                           | Nomination |        |  |
| 2015  | 52e cérémonie des Grand Bell Awards                               | Meilleure actrice dans un rôle secondaire              | Ode to My Father                           | Nomination |        |  |
| 2015  | 36e cérémonie des Blue Dragon Film Awards                         | Meilleure actrice dans un rôle secondaire              | Ode to My Father                           | Nomination |        |  |
| 2016  | 11e cérémonie des Max Movie Awards                                | Meilleure actrice dans un rôle secondaire              | Himalaya                                   | Lauréat    | [ 14 ] |  |
| 2016  | 21e cérémonie des Chunsa Film Art Awards                          | Meilleure actrice dans un rôle secondaire              | Himalaya                                   | Nomination |        |  |
| 2016  | 21e cérémonie des Chunsa Film Art Awards                          | Prix spécial de la popularité                          | Himalaya                                   | Lauréat    | [ 15 ] |  |
| 2016  | 25e cérémonie des Buil Film Awards                                | Meilleure actrice dans un rôle secondaire              | Himalaya                                   | Nomination |        |  |
| 2016  | 52e cérémonie des Baeksang Arts Awards                            | Meilleure actrice dans un rôle secondaire              | Himalaya                                   | Lauréat    | [ 16 ] |  |
| 2016  | 52e cérémonie des Baeksang Arts Awards                            | Meilleure actrice                                      | Reply 1988                                 | Nomination | [ 17 ] |  |
| 2016  | 52e cérémonie des Baeksang Arts Awards                            | Actrice la plus populaire                              | Reply 1988                                 | Nomination |        |  |
| 2016  | 2e Scene Stealer Festival                                         | Voleuse de scène de l'année                            | Reply 1988                                 | Lauréat    |        |  |
| 2016  | 10e cérémonie des Korea Cable TV Awards                           | Vedette populaire                                      | Reply 1988                                 | Lauréat    | [ 18 ] |  |
| 2016  | 1re cérémonie des tvN10 Awards (en)                               | Voleuse de scène, actrice                              | Reply 1988                                 | Lauréat    | [ 19 ] |  |
| 2016  | 15e cérémonie des KBS Entertainment Awards (en)                   | Prix d'excellence pour une émission de variétés        | Sister's Slam Dunk (en)                    | Lauréat    |        |  |
| 2016  | 30e cérémonie des KBS Drama Awards                                | Meilleure actrice dans un rôle secondaire              | The Gentlemen of Wolgyesu Tailor Shop (en) | Lauréat    | [ 20 ] |  |
| 2016  | 30e cérémonie des KBS Drama Awards                                | Meilleur duo (avec Cha In-pyo (en))                    | The Gentlemen of Wolgyesu Tailor Shop (en) | Lauréat    | [ 20 ] |  |
| 2016  | 24e cérémonie des SBS Drama Awards (en)                           | Prix spécial, actrice dans un drame fantastique        | Come Back Mister (en)                      | Nomination |        |  |
| 2016  | 2e cérémonie des Fashionista Awards                               | Meilleure Fashionista – Catégorie beauté               | N/A                                        | Nomination | [ 21 ] |  |
| 2016  | 37e cérémonie des Blue Dragon Film Awards                         | Meilleure actrice dans un rôle secondaire              | The Last Princess                          | Nomination |        |  |
| 2016  | 53e cérémonie des Grand Bell Awards                               | Meilleure actrice dans un rôle secondaire              | The Last Princess                          | Lauréat    | [ 22 ] |  |
| 2017  | 8e cérémonie des Korean Film Reporters Association Awards (KOFRA) | Meilleure actrice dans un rôle secondaire              | The Last Princess                          | Lauréat    | [ 23 ] |  |
| 2017  | 53e cérémonie des Baeksang Arts Awards                            | Meilleure actrice dans un rôle secondaire              | The Last Princess                          | Nomination |        |  |
| 2017  | 22e cérémonie des Chunsa Film Art Awards                          | Meilleure actrice dans un rôle secondaire              | The Last Princess                          | Nomination |        |  |
| 2017  | 26e cérémonie des Buil Film Awards                                | Meilleure actrice dans un rôle secondaire              | The Last Princess                          | Nomination |        |  |
| 2017  | 8e cérémonie des Korean Popular Culture and Arts Awards           | Ministère de la Culture, des Sports et du Tourisme     | N/A                                        | Lauréat    | [ 24 ] |  |
| 2017  | 31e cérémonie des KBS Drama Awards                                | Prix d'excellence, actrice en un acte ou court métrage | Drama Special - Madame Jung's Last Week    | Lauréat    | [ 25 ] |  |
| 2018  | 54e cérémonie des Baeksang Arts Awards                            | Meilleure actrice dans un rôle secondaire (TV)         | Avengers Social Club (en)                  | Nomination | [ 26 ] |  |